# Clubiona similis
Clubiona similis là một loài nhện trong họ Clubionidae.
Loài này thuộc chi Clubiona. Clubiona similis được Ludwig Carl Christian Koch miêu tả năm 1867.